# إدريجهاي (محطة قطار)
محطة سكة حديد إدريجهاي (بالإنجليزية: Idridgehay railway station) هي محطة تقع على سكة وادي إكليسبورن التراثية، وتخدم قرية إدريجهاي الواقعة في مقاطعة ديربيشير بإنجلترا. كانت المحطة جزءًا من خط تابع سابقًا لشركة سكة حديد ميدلاند، يتفرع من الخط الرئيسي لسكة حديد ميدلاند عند محطة دافيلد.

## التاريخ
افتُتحت محطة إدريجهاي في 1 أكتوبر 1867 كجزء من خط سكة حديد يربط بين دافيلد وويري بريدج، وتم تشغيلها بواسطة شركة سكة حديد ميدلاند. خُدمت المحطة لسنوات عديدة قبل أن تُغلق أمام خدمات الركاب في 16 يونيو 1947.
استمرت خدمات الشحن حتى 2 مارس 1964، عندما تم إغلاق الخط بشكل كامل أمام جميع الخدمات. ظلت المحطة مهجورة لعقود حتى بدأت عمليات الترميم من قبل متطوعين وهواة السكك الحديدية.

## إعادة الافتتاح
في إطار مشروع ترميم سكة وادي إكليسبورن التراثية، أعيد فتح محطة إدريجهاي أمام الجمهور في 8 مارس 2008، بعد أعمال ترميم شملت المباني والمنصة والمسارات. أصبحت المحطة الآن تُستخدم لأغراض سياحية وتراثية، وتُعد محطة توقف على خط التراث الذي يربط بين دافيلد وويري بريدج.

## الخدمات الحالية
تُشغّل سكة وادي إكليسبورن حاليًا قطارات تعمل بالديزل والبخار على طول الخط، وتُستخدم المحطة في بعض أيام الأسبوع والعطلات الرسمية. تتميز المحطة بطابعها الريفي والهادئ، وتُعد من المحطات المحببة لهواة السكك الحديدية ومحبي الرحلات التاريخية.